# The Duel at Silver Creek
The Duel at Silver Creek (Brasil: Onde Impera a Traição / Portugal: A Cidade do Pecado) é um filme estadunidense de 1952 do gênero faroeste, dirigido por Don Siegel e estrelado por Audie Murphy e Faith Domergue.
Pela primeira vez, Murphy caminha em direção ao por-do-sol com uma garota nos braços. Enquanto o diretor Siegel burilava sua técnica, com resultados pouco convencionais para a época, Lee Marvin, em início de carreira, interpretava um daqueles criminosos pelos quais ficaria famoso.
Apesar do nome de Murphy vir à frente do elenco, o filme é dominado pelo personagem de Stephen McNally, que, inclusive, faz a narração em off. Isso, ao lado de outros elementos presentes, dá à produção toques de filme noir.

## Sinopse
Um bando de grileiros, cujos membros permanecem nas sombras, força mineiros a transferir os veios e demais bens para eles, matando-os em seguida. O xerife Lightning Tyrone tenta desbaratar a quadrilha, mas é ferido e perde Dan, seu ajudante. Ele, então, nomeia o jovem Luke Cromwell, chamado de Silver Kid, como seu novo braço direito. Luke, aliás, está em busca de vingança, porque o pai foi uma das vítimas dos bandidos.
Certo dia, chegam à cidade, Rod Lacy e sua "irmã" Opal, por quem o xerife se apaixona. O que ele não sabe é que Rod é o chefe dos grileiros e Opal sua cúmplice.

## Elenco
| Ator/Atriz      | Personagem         |
| --------------- | ------------------ |
| Audie Murphy    | Luke Cromwell      |
| Faith Domergue  | Opal Lacy          |
| Stephen McNally | Lightning Tyrone   |
| Susan Cabot     | Jane Fargo         |
| Gerald Mohr     | Rod Lacy           |
| Eugene Iglesias | Johnny Sombrero    |
| James Anderson  | Blake Cara de Rato |
| Lee Marvin      | Tinhorn Burgess    |